# Transneft
La Transneft (in russo Транснефть) è una società statale russa che gestisce oltre 70.000 chilometri di gasdotti e oleodotti. Trasporta circa il 90% del petrolio e il 30% dei derivati petroliferi prodotti in Russia, oltre a notevoli volumi di idrocarburi grezzi provenienti dai paesi della CSI. La società è quotata alla borsa di Mosca ed è presieduta da Nikolay Tokarev.